# Высадка в Надзабе
Высадка в Надзабе (англ. Landing at Nadzab) — воздушно-десантная операция союзных войск во время Второй мировой войны, проведённая 5 сентября 1943 года во время новогвинейской кампании одновременно с высадкой в Лаэ. Операция в Надзабе началась с десантирования войск в аэропорт Лаэ Надзаб в сочетании с наступлением наземных сил.
Высадка на парашютах была осуществлена 503-м парашютно-пехотным полком армии США и частями 2/4-го полевого полка австралийской армии в Надзаб, Новая Гвинея, в долине Маркхэм, за которым наблюдал генерал Дуглас Макартур, круживший над местом на B-17. Австралийский 2/2-й пионерский батальон, 2/6-я полевая рота и рота B папуасского пехотного батальона в тот же день достигли Надзаба после перехода по суше и через реку и начали подготовку аэродрома. На следующее утро приземлился первый транспортный самолет, но плохая погода задержала наращивание сил союзников. В течение следующих дней постепенно прибыла 25-я пехотная бригада 7-й австралийской дивизии. Авиакатастрофа на аэродроме Джексон в конечном итоге привела к половине потерь союзников в битве.
Собравшись в Надзабе, 25-я пехотная бригада начала наступление на Лаэ. 11 сентября она вступила в бой с японскими солдатами на плантации Дженсена. После победы над ними 25-я бригада вступила в бой с более крупными японскими силами и победила их на плантации Хита. Во время этого боя рядовой Ричард Келлихер получил Крест Виктории, высшую награду Австралии за мужество. Вместо того, чтобы сражаться за Лаэ, японская армия отступила за хребет Сарувагед. Это оказалось изнурительным испытанием на выносливость для японских солдат, которым пришлось преодолевать суровые горы; в конце концов, японской армии удалось вывести свои силы из Саламауа и Лаэ, хотя и с большими потерями из-за тяжёлых условий и голода во время отступления. Войска 25-й пехотной бригады достигли Лаэ в то время, как войска 9-й дивизии наступали на Лаэ с противоположного направления.
Развитие Надзабского направления было отложено из-за необходимости модернизации дороги Маркхэм-Вэлли. После напряженных усилий в условиях сырой погоды 15 декабря 1943 года дорога была открыта. После этого Надзаб стал главной авиабазой союзников в Новой Гвинее.

## Предыстория

### Стратегия

#### Союзники

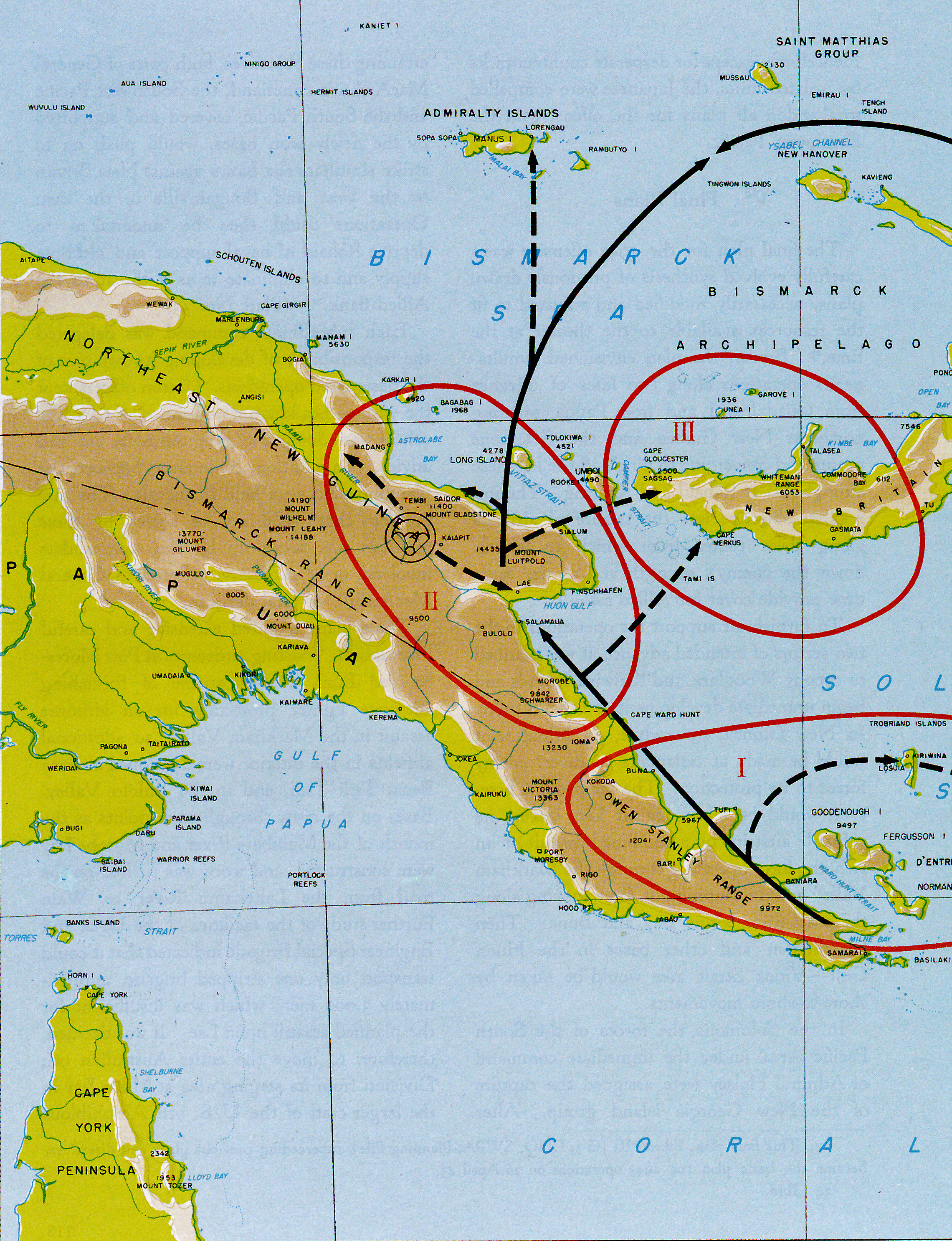
План Элктон III, март 1943 г.

В июле 1942 года Объединенный комитет начальников штабов США одобрил серию операций против японского бастиона в Рабауле, который заблокировал любое продвижение союзников вдоль северного побережья Новой Гвинеи в сторону Филиппин или на север в сторону главной японской военно-морской базы Трук. В соответствии с большой стратегией союзников разгром нацистской Германии проходил в первую очередь, поэтому непосредственной целью этих операций было не поражение Японии, а просто уменьшение угрозы, исходящей от японских самолетов и военных кораблей, базирующихся в Рабауле, для воздушных и морских сообщений между Соединенными Штатами и Австралией.
По соглашению союзников в марте 1942 года Тихоокеанский театр был разделен на два отдельных командования, каждое со своим главнокомандующим. "Юго-западная часть Тихого океана", в которую входили Австралия, Индонезия и Филиппины, находилась под командованием генерала Дугласа Макартура. Оставшаяся часть, известная как "районы Тихого океана", управлялась адмиралом Честером Нимицом. Не было ни общего главнокомандующего, ни власти, способных разрешать конкурирующие претензии на ресурсы, устанавливать приоритеты или перераспределять ресурсы от одного командования к другому. Такие решения должны были приниматься на основе компромисса, сотрудничества и консенсуса.
Рабаул попал в зону действия Макартура, но первые операции на южных Соломоновых островах проводились под командованием Нимица. Реакция японцев на задачу номер один, захват южной части Соломоновых островов, была более жестокой, чем предполагалось, и прошло несколько месяцев, прежде чем Битва за Гуадалканал была доведена до успешного завершения. Тем временем силы генерала Макартура отбили серию японских наступлений в Папуа в битве за Кокоду, битве за залив Милн, битве при Буна-Гона, сражении при Вау и битве в море Бисмарка.
После этих побед инициатива в юго-западной части Тихого океана перешла к союзникам, и генерал Дуглас Макартур продолжил реализацию своих планов по выполнению второй задачи. На Тихоокеанской военной конференции в Вашингтоне, округ Колумбия, в марте 1943 года планы были рассмотрены Объединенным комитетом начальников штабов. Комитет не смог предоставить все запрошенные ресурсы, поэтому планы пришлось сократить, а захват Рабаула был отложен до 1944 года. 6 мая 1943 года Главный штаб генерала Макартура в Брисбене официально издал Предупреждающую инструкцию № 2, проинформировав подчиненное командование о плане, который разделил операцию по выполнению задачи номер два на новогвинейском направлении на три части:
1. Занять острова Киривину и Вудларк и разместить на них авиацию.
2. Захватить район Лаэ-Саламауа-Финшхафен-Маданг и разместить там авиацию.
3. Захватите западную часть Новой Британии, разместив воздушные силы на мысах Глостер, Араве и Гасмата. Захватить или нейтрализовать Таласею.

Вторая часть была передана силам Новой Гвинеи генерала сэра Томаса Блэми. В результате «стало очевидным, что любое военное наступление в 1943 г. должно будет осуществляться в основном австралийской армией, как и во время ожесточенных кампаний 1942 г.».

#### Японская армия
Японцы содержали отдельные штабы армии и флота в Рабауле, которые сотрудничали друг с другом, но подчинялись разным высшим властям. Военно-морские силы вошли в состав Флота Юго-Восточной области, которым командовал вице-адмирал Дзинъити Кусака. Армейские силы вошли в состав 8-го фронта генерала Хитоси Имамура, состоящей из 17-й армии на Соломоновых островах, 18-й армии генерал-лейтенанта Хатадзо Адати в Новой Гвинее и 6-й авиационной дивизии, базирующейся в Рабауле. В результате битвы в море Бисмарка японцы решили больше не отправлять конвои в Лаэ, а высадить войска в заливе Ганза и Веваке и перебросить их вперед в Лаэ на барже или подводной лодке. В конце концов они надеялись завершить дорогу через хребет Финистерре, а оттуда в Лаэ через Раму и долину Маркхэм.
Имамура приказал Адати захватить базы союзников в Вау, Бена-Бена и Маунт-Хаген. Для поддержки этих операций Императорская ставка перебросил 7-ю авиационную дивизию  в Новую Гвинею. 27 июля 1943 года 4-я воздушная армия генерал-лейтенанта Кумаичи Терамото была передана под командование Имамуры для управления 6-й и 7-й авиационными дивизиями, 14-й авиационной бригадой и некоторыми другими эскадрильями. К июню у Адати было три дивизии в Новой Гвинее; 41-я дивизия в Веваке и 20-я дивизия в районе Маданг, недавно прибывшая из Палау, и 51-я дивизия в районе Саламауа, всего около 80 000 человек. Из них только 51-я соприкасалась с противником. Как и Блэми, Адати столкнулся с огромными трудностями транспортировки и снабжения ещё на этапе введения своих войск в бой.

### География
Река Маркем берет начало в хребте Финистерре и течет на протяжении 180 км, впадая в залив Хьюон недалеко от Лаэ. Долина Маркхэм, которая поднимается на высоту 370 м, проходит между хребтом Финистерре на севере и горами Бисмарка на юге и имеет ширину от 10 до 19 км. Дно долины в основном состоит из гравия и обычно неплодородно. Половина его площади была покрыта густой темедой трёхтычинковой высотой 1,2–1,5 м, но в местах, где скопился ил, императа цилиндрическая выросла от 1,8 до 2,5 м. Количество осадков составляет там около 1000 мм в год. Долина Маркхэм доступна для автомобилей в сухой сезон, который длится с декабря по апрель. Поэтому она являлась частью естественного шоссе между японскими базами в Лаэ и Маданге.

### Планирование и подготовка
В передовом штабе сухопутных войск союзников Блэми в Сент-Люсии, Квинсленд, заместитель начальника Генерального штаба генерал-майор Фрэнк Берриман возглавил процесс планирования. Модель района Лаэ-Саламауа была построена в охраняемой комнате на Сент-Люсии, окна были заколочены, а у дверей круглосуточно стояли два охранника. 16 мая Блейми провел совещание с Берриманом и генерал-лейтенантом сэром Эдмундом Херрингом, командиром I корпуса, по поводу модели, на которой обсуждались детали операции. Оперативная концепция Блэми заключалась в двойном охвате Лаэ с использованием «двух лучших дивизий на стороне союзников». 9-я дивизия генерал-майора Джорджа Вуттена должна была высадиться к востоку от Лаэ по способу «берег-берег» и наступать на него. Тем временем 7-я дивизия генерал-майора Джорджа Алана Вэсея в повторении битвы при Буна-Гоне в 1942 году должна была наступать на Лаэ с запада по суше. Его основная роль заключалась в том, чтобы предотвратить подкрепление японского гарнизона в Лаэ, заняв блокирующую позицию через долину Маркхэм. Его второстепенной задачей была помощь 9-й дивизии во взятии Лаэ. Этот план был широко известен как операция «ПОСТЕРН», хотя на самом деле это было кодовое название штаба самого Лаэ.

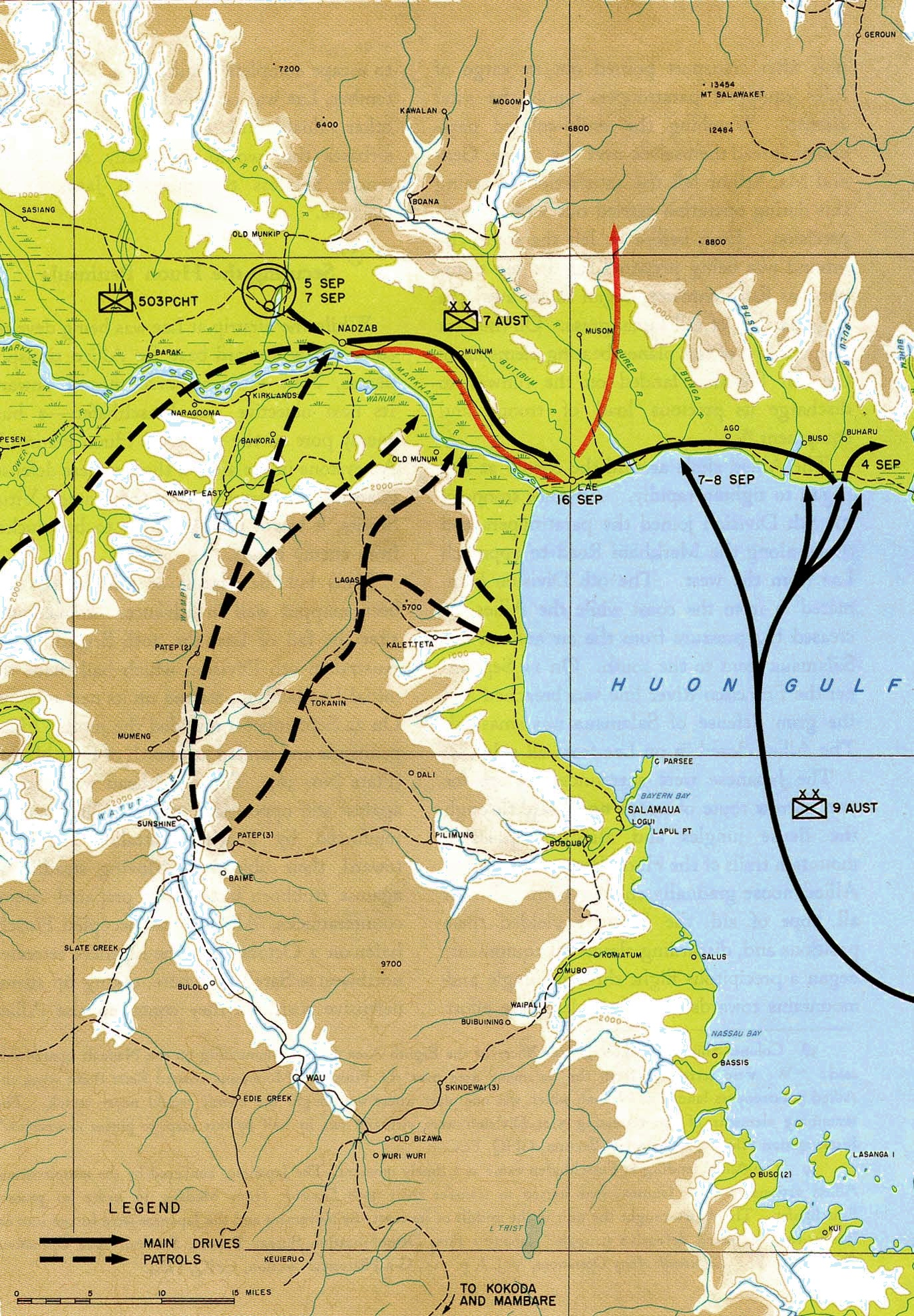
Лаэ-Надзабская операция

Тем временем 3-я дивизия генерал-майора Стэнли Сэвиджа в районе Вау и 41-я пехотная дивизия США генерал-майора Горация Фуллера в Моробе получили приказ наступать на Саламауа, чтобы создать для него угрозу и отвлечь японские войска от Лаэ. Результатом стала тяжёлая кампания в Саламауа, которая велась с июня по сентябрь и временами выглядела слишком успешной. Захват Саламауа и отступление японцев в Лаэ, разрушили всю стратегию Блэми.
План POSTERN предусматривал, что 7-я дивизия переместится на транспорте в Порт-Морсби и на каботажных судах к устью реки Лекекаму. Она пойдёт вверх по реке на баржах до Бульдога и на грузовиках по Бульдог-роуд до Вау и Булоло. Оттуда она должна была пройти по суше через долины Ватут и Вампит к реке Маркхэм, пересечь реку Маркхэм с помощью парашютистов и занять аэродром. В долине Маркхэм было несколько подходящих аэродромов; Блэми выбрал Надзаб как наиболее перспективный.
Вэсей объявил план «Собачий завтрак». Возник ряд серьёзных проблем. Дивизия не дошла до Бульдог-роуд из-за пересечённой местности, которую нужно было пройти, и нехватки оборудования. Даже если бы 7-я дивизия добралась, она вряд ли успела бы сделать это к намеченному сроку операции. Она понесла тяжёлые потери в битве при Буна-Гона и была серьёзно ослаблена, многие люди были в отпуске или болели малярией. Потребовалось время, чтобы сосредоточить её в лагере в Рейвенсхо, на плато Атертон. Чтобы укомплектовать её, в июле 1-я мотострелковая бригада была расформирована для пополнения. Подкрепление прошло через Учебный центр ведения боевых действий в джунглях в Канунгре, где оно провело месячную подготовку в условиях, очень похожих на условия Новой Гвинеи.
Задержки с организацией наземного пути снабжения и подготовкой самой 7-й дивизии означали, что, по крайней мере, на начальных этапах операции, 7-й дивизии необходимо будет подкрепление с воздуха. Вэсей также предложил, чтобы основная часть его сил избегала утомительного сухопутного марша, вызвавшись добираться до Надзаба по воздуху, что повысило важность скорейшего захвата Надзаба. Макартур согласился предоставить 2-й батальон 503-го парашютно-пехотного полка, базирующийся в соседнем Гордонвейле, Квинсленд, силам Новой Гвинеи для захвата Надзаба. Далее он уполномочил полк провести учения с 7-й дивизией, и был проведен ряд учений. Полковник Кеннет Х. Кинслер, командир 503-й дивизии, стремясь обсудить битву за Крит с бригадным генералом 21-й пехотной бригады Иваном Догерти, предпринял необычный шаг, прыгнув с парашютом в Равеншу. 31 июля Вэсей поднял вопрос об использовании всего полка с Кинслером. Блэми обсудил этот вопрос с Макартуром, который санкционировал его 8 августа. Блэми предоставил австралийской армии MV Duntroon для переброски полка из Кэрнса в Порт-Морсби, за исключением 2-го батальона и передовой группы 7-й дивизии, которые передвигались по воздуху, как первоначально планировалось.
7-й дивизией был просмотрен учебный фильм «Загрузка Douglas C-47», а командующий передовым эшелоном 5-й воздушной армии генерал-лейтенанта Джордж Кенни и генерал-майор Эннис Уайтхед предоставили пять транспортных самолетов C-47 Dakota для 7-й дивизии, чтобы они могли ежедневно практиковаться в его погрузке и разгрузке. Уайтхед также предоставил Boeing B-17 Flying Fortress, чтобы 7 августа Вэсей мог летать низко над целевой областью. Тем временем 2/2-й саперный батальон и 2/6-я полевая рота отрабатывали переправу через реку Лалоки на лодках. Они прилетели на аэродром Цили Цили 23 и 24 августа.

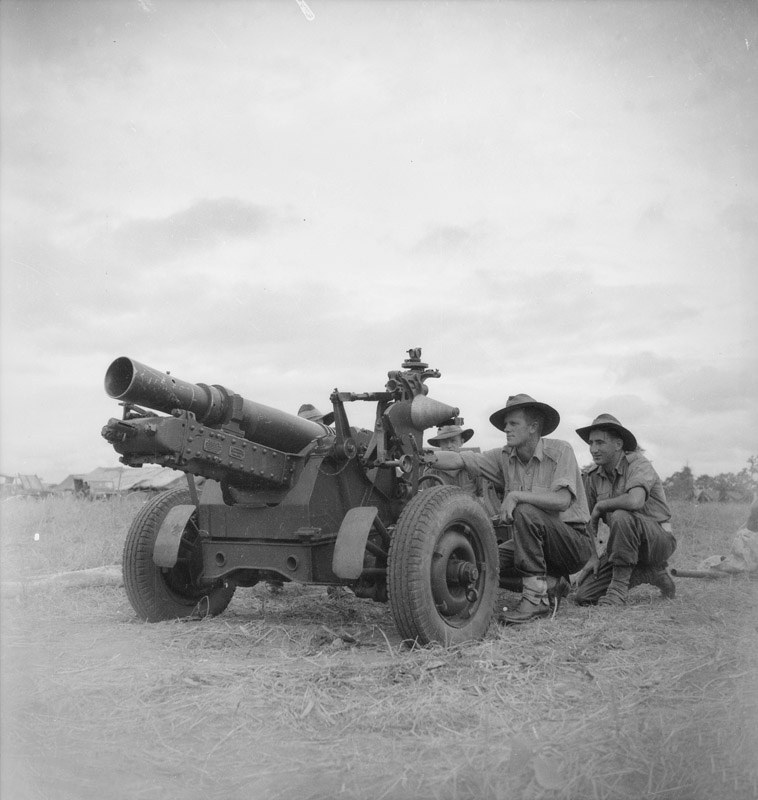
Расчёт 25-фунтовой укороченной пушки-гаубицы в долине Маркхэм

Чтобы оказать десантникам некоторую артиллерийскую поддержку, подполковник Алан Блит из 2/4 полевого полка предложил сбросить с парашютом некоторые из его восьми 25-фунтовых укороченных пушек-гаубиц. Был объявлен призыв к добровольцам и были отобраны четыре офицера и 30 других чинов. 30 августа Вэсей наблюдал, как они совершали тренировочный прыжок на аэродроме Роджерс. Совершенно новые орудия были получены 23 августа с 10-го передового артиллерийского склада в Порт-Морсби. Две гаубицы были переданы для обучения, а в качестве меры предосторожности остальные шесть были отправлены в 2/117-е полевые мастерские для осмотра и проверки. Все шесть были списаны из-за ряда серьезных дефектов сборки и изготовления. 30 августа артиллеристы получили приказ выдвигаться на следующий день, поэтому 2/51-й легкий вспомогательный отряд разобрал шесть орудий, чтобы собрать два работающих орудия, которые были проверены путем стрельбы по 20 снарядов на каждое орудие. Только одно было готово вовремя вылететь с артиллеристами, поэтому второе последовало за ним спецрейсом. Восемь из 25-фунтовых орудий Mark II 2/4-го полевого полка также были списаны из-за наличия опилок в буферной системе. Вэсей не был рад этому.
Вэсея беспокоила сила японцев в районе Лаэ, которую его штаб оценивал в 6400 человек, в дополнение к 7000, которые, по оценкам штаба I корпуса Херринга, находились в районе Саламауа. Однако более непосредственную опасность представляла 4-я японская воздушная армия в Веваке. На фотографиях, сделанных разведывательными самолетами союзников, 13 августа на четырех полях было видно 199 японских самолетов. 17 августа тяжелые и средние бомбардировщики и истребители Уайтхеда в сопровождении истребителей бомбили Вевак. Застигнув японцев врасплох, они уничтожили на земле около 100 японских самолетов. В сентябре в распоряжении ВВС японской армии было всего 60–70 боевых самолетов для противодействия ВВС союзников в Новой Гвинее, хотя в этом районе находились и 6-я, и 7-я авиационные дивизии.
На южном берегу реки Маркхэм находился мыс Маркхэм, где японцы удерживали на господствующей позиции отряд численностью около 200 человек. Частям 24-го стрелкового батальона было приказано захватить позицию. Атака утром 4 сентября с самого начала не удалась: два разведчика были ранены миной. Солдаты пробились к японским позициям, но понесли тяжелые потери и были вынуждены отступить. В результате нападения 12 австралийцев были убиты и 6 ранены. Позже было решено просто сдерживать японские силы у мыса, которые подверглись минометному обстрелу и авиаудару.

## Сражение

### Атака
Транспортные самолеты контролировались 54-м авианосным крылом под командованием полковника Пола Х. Прентисса со штабом в Порт-Морсби. Под его командованием находились две группы: 374-я авианосная группа на аэродроме Уорд  и 375-я авианосная группа в аэропорту Жируа, а также 65-я и 66-я авианосные эскадрильи 403-й авианосной группы на аэродроме Джексон. Кроме того, Прентисс мог привлечь 317-ю авианосную группу с аэропорта Арчерфилд и базы RAAF Таунсвилль, хотя она не находилась под его командованием. Перенос операции с августа на сентябрь 1943 г. позволил прибыть 433-й авианосной группе из США. Каждая эскадрилья была оснащена 13 самолетами С-47, а каждая группа состояла из четырех эскадрилий, всего 52 самолета в группе.

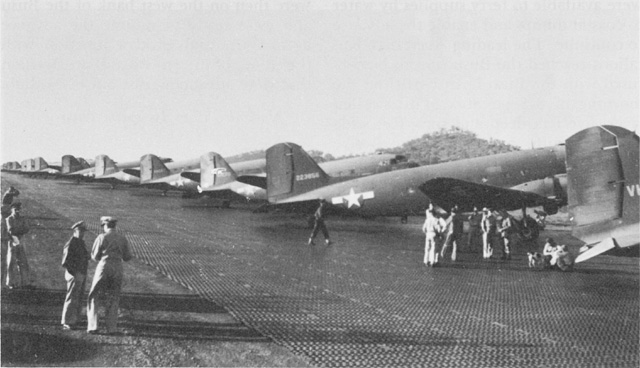
Транспортные самолеты С-47 с парашютистами для высадки в Надзабе. Двое мужчин слева — генералы Кенни и Макартур.

Фактическая дата была выбрана генералом Кенни по совету двух групп синоптиков, австралийской и американской. В идеале день высадки должен был быть ясным в зоне от Порт-Морсби до Надзаба, но туманным над Новой Британией, что предотвратило бы вмешательство японских военно-воздушных сил в Рабауле. Предсказывать погоду на сутки вперед с такой точностью было достаточно сложно в мирное время, а тем более в военное время, когда многие районы, в которых складывались погодные условия, были оккупированы противником и, следовательно, данные из них были недоступны для синоптиков. Когда две команды разошлись во мнениях относительно наилучшей возможной даты, Кенни «разделил разницу между двумя прогнозами и сказал генералу Макартуру, что мы будем готовы отправиться утром 4-го числа для высадки десанта 9-й дивизии на пляж Хопой и около девяти часов 5-го числа мы были бы готовы вылететь в Надзаб 503-й парашютно-десантный полк».
День высадки, 5 сентября 1943 года, начался с неблагоприятной погоды. Туман и дождь окутали оба аэродрома вылета, Джексон и Уорд, но, как и предсказывали синоптики, к 07:30 туман начал рассеиваться. Первый C-47 поднялся в воздух в 08:20. Группа из 79 самолетов C-47, в каждом из которых находилось 19 или 20 десантников, была разделена на три звена. Первое, состоящее из 24 C-47 из 403-й авианосной группы с Джексона, несло 1-й батальон 503-го парашютно-пехотного полка. Второе, из 31 C-47 из 375-й авианосной группы с Уорда, несло 2-й батальон 503-го парашютно-пехотного полка. Третье, состоящий из 24 C-47 317-й авианосной группы с Джексона, несло 3-й батальон 503-го парашютно-пехотного полка. У каждого батальона была своя зона высадки. Транспорты сопровождали 48 истребителей P-38 Lightning из 35-й и 475-й истребительных групп, 12 P-39 Airacobras из 36-й истребительной эскадрильи, 8-й истребительной группы и 48 P-47 Thunderbolt из 348-й истребительной группы.
Когда Кенни сообщил Макартуру, что планирует наблюдать за операцией с B-17, Макартур напомнил Кенни о своём приказе держаться подальше от боя, приказе, которому бригадный генерал Кеннет Уокер не подчинился ценой своей жизни. Кенни перечислил причины, по которым он думал, что ему следует лететь, и закончил словами: «Они были моими детьми, и я собирался увидеть, как они делают свое дело». Макартур ответил: «Ты прав, Джордж, мы оба пойдем. Они тоже мои дети».
302 самолета с восьми разных аэродромов в районах Морсби и Дободура совершили встречу над Цили-Цили в 10:07, пролетев сквозь облака, перевалы в горах и над вершиной. «Ни одна эскадрилья, — писал генерал Кенни, — не делала кругов или сваливания, но все встали на свои места, как часы, и продолжили последний полет вниз по долине Ватут, повернули направо вниз по Маркхэму и направились прямо к цели.» Возглавляли строй 48 B-25 из 38-й и 345-й бомбардировочных групп, задача которых заключалась в «дезинфекции» зон десантирования путем сброса шестидесяти 20-фунтовых (9,1 кг) осколочных бомб и обстрела территории из восьми пулеметов M2, установленных в носах бомбардировщиков. За ними последовали семь А-20 3-й бомбардировочной группы. Каждый нес по четыре дымовых бака M10, установленных под крыльями. Каждый дымовой резервуар был заполнен 72 л дымового агента FS. Два самолёта из двух групп и ещё три из третьей группы, летевщих на высоте 76 м со скоростью 362 км/ч, установили три дымовые завесы рядом с тремя зонами десантирования. Головной самолет разрядил два бака, подождал четыре секунды, затем разрядил два других. Следующий самолет прошел ту же процедуру, создав небольшое перекрытие, чтобы обеспечить непрерывный экран. Условия были благоприятными, а 85-процентная влажность сохраняла эффективность экранов в течение пяти минут и останавливала их рассеивание в течение десяти.

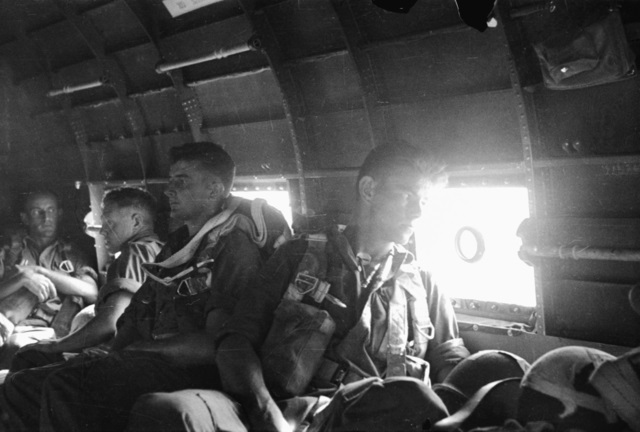
Артиллеристы 2/4-го полевого полка на пути к Надзабу

Затем последовали C-47, летевшие на высоте от 122 до 152 м со скоростью от 161 до 169 км/ч. Высадка началась в 10:22. Каждый самолет сбросил всех своих людей за десять секунд, а весь полк был выгружен за четыре с половиной минуты. Вслед за транспортом прибыли пять B-17 со стойками, загруженными пакетами весом 140 кг с парашютами, которые должны были быть сброшены десантникам по сигналу панели по мере необходимости. Эта мобильная группа снабжения оставалась в течение большей части дня, в конечном итоге сбросив 15 тонн припасов. Группа из 24 B-24 и четырех B-17, покинувшая колонну непосредственно перед слиянием рек Ватут и Маркхэм, атаковала оборонительную позицию японцев на плантации Хита, примерно на полпути между Надзабом и Лаэ. Пять метеорологических самолетов B-25 использовались на маршруте и над перевалами, чтобы информировать подразделения о погоде, которая могла помешать во время их подлета к месту встречи. Генералы Макартур, Кенни и Вэсей наблюдали за операцией из отдельных B-17. Позже Макартур получил медаль военно-воздушных сил за то, что «лично руководил американскими десантниками» и «умело руководил этой исторической операцией». В ходе операции, включая бомбардировку плантации, было сброшено в общей сложности 93 т фугасных бомб, 33 т осколочных бомб и произведено 42 580 выстрелов калибра 12,7 × 99 мм  и 5 180 выстрелов калибра 7,62 × 63 мм.
Противодействия с воздуха японцы не оказали, и только один C-47 не смог приземлиться. Его грузовая дверь оторвалась во время полета, повредив лифт. Он благополучно вернулся на базу. При падении погибли трое десантников; двое погибли, когда их парашюты вышли из строя, а другой приземлился на дерево, а затем упал на землю примерно с 20 м. В результате жёстких приземлений было получено 33 легких травмы. Три батальона не встретили сопротивления на земле и построились в районах сбора. Это заняло некоторое время из-за тропической жары и высокой травы.
Пять C-47 375-й авианосной группы с артиллеристами 2/4-го полевого полка взлетели с аэродрома Уорд вслед за основными силами и приземлились в Цили-Цили. Пробыв час на земле, они отправились в Надзаб. Большинство прыгало с первых двух самолетов. Следующие три самолета сбросили технику, в том числе демонтированные орудия. Один австралиец повредил плечо при падении. Затем артиллеристы должны были найти и собрать свои орудия в высокой траве. Деталей было обнаружено достаточно, чтобы собрать одно орудие и подготовить его к стрельбе в течение двух с половиной часов после сброса, хотя для поддержания внезапности пристрелку не вели до утра. На то, чтобы найти недостающие детали и собрать другое орудие, ушло три дня. В 15:15 два Б-17 сбросили 192 ящика с боеприпасами. Их выброска была точной, но от парашютов оторвалось несколько ящиков с боеприпасами.

### Продолжение

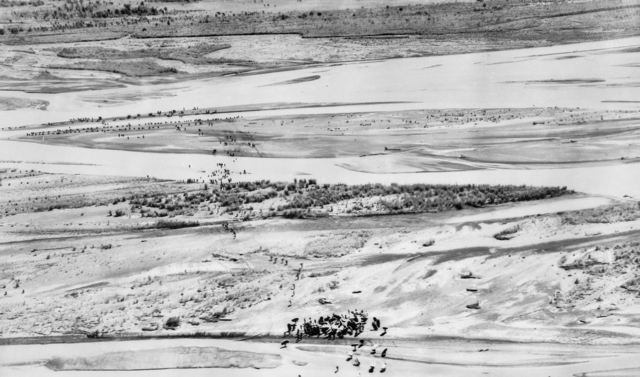
Отряд подполковника Дж. Т. Ланга пересекает реку Маркхэм по пути в Надзаб после сухопутного марша из Цили-Цили.

Тем временем силы под командованием подполковника Дж. Т. Ланга, состоящие из 2/2 саперного батальона, 2/6 полевой роты и отрядов 7-й дивизии связи, 2/5 полевой скорой помощи и АНГАЕ, с 760 местными транспортниками, выступили из Цили-Цили 2 сентября. Большая часть сил двинулась по суше, достигнув перекрёстка Киркланда 4 сентября, где встретилась с ротой B папуасского пехотного батальона. Той ночью группа инженеров и пионеров отправилась из Цили-Цили на 20 небольших судах, поплыла вниз по рекам Ватут и Маркхэм, чтобы присоединиться к силам Ланга на перекрёстке Киркланда. В состав небольшой речной оперативной группы входили 10 британских 5-тонных складных штурмовых катеров и военные байдарки Hoehn. Группа встретилась с  независимыми коммандос из роты 2/6, которые накануне разведали предполагаемый район перехода с помощью 8 таких же байдарок. Хотя ни одна из рек не была глубокой, обе текли быстро, с отмелями и скрытыми корягами. Три лодки вместе с оборудованием были потеряны, а один человек утонул. Утром 5 сентября отряд Ланга увидел пролетающую над головой авиацию. В этом месте река Маркхэм образовала три рукава, разделенные широкими песчаными отмелями. Два из них были проходимы вброд, но другой был глубоким и двигался со скоростью 9,3 км / ч. Используя складные лодки и местную древесину, отряды построили понтонный мост, что позволило всем безопасно пересечь реку со всем снаряжением. В тот же вечер они достигли позиций американцев.
На следующий день отряды Ланга пошли обустраивать взлетно-посадочную полосу инструментами. Срубили деревья, засыпали ямы и установили ветроуказатель. С Дободура должны были лететь четырнадцать планеров с тремя легкими тракторами, тремя косилками, тракторными граблями и другой инженерной техникой. Поскольку отсутствие сопротивления делало пополнение запасов несрочным, и поскольку генерал Блэми сомневался в квалификации пилотов-планеристов, которые, как он знал, прошли лишь минимальную подготовку,  он решил, что операция на планере не стоит риска для пилотов-планеров или их пассажиров, и отменил её, назначив специально модифицированные B-17 на дневное снабжение. Не имея косилок, пионеры, саперы, десантники и местные жители косили императу вручную и сжигали её, что привело к уничтожению некоторых запасов и оборудования, которые были потеряны в высокой траве, и к «вихрю черной пыли». К 11:00 6 сентября полоса длиной 460 м, которая не использовалась более года, была расширена до 1 км.
В 09:40 6 сентября первым приземлился самолет L-4 Piper Cub , на нем находился полковник Мюррей С. Вудбери, командир 871-го воздушно-десантного инженерного авиационного батальона армии США. За ними последовали три транспортника, чуть не задавившие часть толпы, которая работала на полосе. Во второй половине дня приземлилось еще 40 самолетов, на многих из которых были американские и австралийские инженеры. На следующий день прибыл состав 871-го батальона с небольшими бульдозерами и грейдерами, которые были доставлены по воздуху. Они нашли место для новой взлетно-посадочной полосы, которая стала известна как № 1, а существующая стала № 2. Место оказалось отличным; старое сухое русло реки с почвой, в основном состоящей из гравия. Основание из гравия и стальные доски были уложены для размещения истребителей, находившихся в Цили-Цили, которым грозила опасность увязнуть при ухудшении погоды. К концу октября в Надзабе было четыре взлетно-посадочных полосы, одна из которых имела длину 1800 м и была замазана битумом.

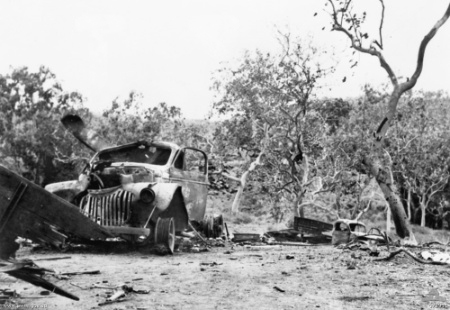
Два из пяти грузовиков с военнослужащими 2/33-го пехотного батальона и 158-й генеральской транспортной роты, которые были уничтожены, когда бомбардировщик B-24 Liberator врезался в сортировочную станцию возле аэродрома Джексона 7 сентября 1943 г.

В то время как инженеры и зенитчики прибыли из Цили-Цили, пехота из Порт-Морсби не прибыла из-за плохой летной погоды над хребтом Оуэн-Стэнли, хотя 2/25-й пехотный батальон был переброшен в Цили-Цили. 7 сентября в 03:30 для 2/33-го пехотного батальона прозвучал сигнал "подъём", и подразделение село на грузовики 158-й генеральской транспортной роты, которые доставили его на сортировочные станции возле аэродромов для подготовки к выдвижению на Надзаб. В 04:20 B-24 Liberator 42-40682 «Гордость кукурузников» 43-й бомбардировочной группы, пилотируемый вторым лейтенантом Ховардом Вудом, отправился с аэродрома Джексон в разведывательный вылет в Рабаул с полной загрузкой 13000 л топлива и четырьмя бомбами по 230 кг. Он задел дерево в конце взлетно-посадочной полосы, врезался в два других дерева и взорвался, мгновенно убив всех одиннадцать членов экипажа на борту и разбрызгав горящее топливо на большую площадь. Пять из грузовиков 158-й генеральской транспортной роты с солдатами 2/33-го пехотного батальона были подбиты и загорелись. Все люди в этих грузовиках были убиты или ранены; 15 человек были убиты сразу, 44 умерли от ран и 92 были ранены, но выжили. Несмотря на катастрофу, 2/33-й пехотный батальон вылетел в Цили-Цили по расписанию.
Из-за непредсказуемой погоды самолеты продолжали время от времени прибывать в Надзаб. Только 2/25-й пехотный батальон и часть 2/33-го достигли Надзаба к утру 8 сентября, когда Вэсей приказал командиру 25-й пехотной бригады бригадному генералу Кену Эзеру начать наступление на Лаэ. В этот день в Надзабе было 112 приземлений. 9 сентября, когда началось наступление, остальная часть 2/33-го пехотного батальона достигла Надзаба из Цили-Цили, но, хотя в Надзабе было высажено 116 приземлений, плохая погода не позволила 2/31-му пехотному батальону покинуть Порт-Морсби. Наконец, 12 сентября, после трех дней без полетов, 2/31-й пехотный батальон достиг Надзаба, совершив в тот день около 130 приземлений на двух полосах в Надзабе.
13 сентября взвод 2/25-го пехотного батальона попал под огонь из замаскированного японского пулемета возле плантации Хита, который ранил несколько австралийцев, в том числе капрала У. Х. (Билли) Ричардса, и остановил продвижение взвода. Рядовой Ричард Келлихер внезапно по собственной инициативе бросился к посту и бросил в него две гранаты, в результате чего погибли некоторые из японских защитников, но не все. Он вернулся на свою позицию, схватил пулемёт Bren, бросился к вражескому посту и заставил его замолчать. Затем он попросил разрешения снова выйти, чтобы спасти раненого Ричардса, что он успешно сделал под шквальным огнем с другой вражеской позиции. Келлихер был награжден Крестом Виктории.
15 сентября к северу от главного наступления патруль 3-го батальона 503-го парашютно-пехотного полка подполковника Джона Дж. Толсона  столкнулся с отрядом из 200 японцев, переправившимся через реку Бумбу. Американцы вступили в бой с японскими войсками и сообщили о тяжелых потерях. Прибытие в тот же день первых частей 21-й пехотной бригады бригадного генерала Ивана Догерти в Надзаб, наконец, позволило сменить десантников.

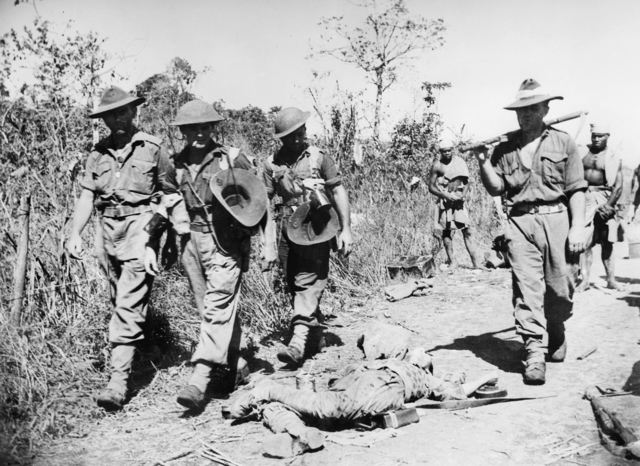
Австралийские войска проходят мимо мертвого японского солдата на пути в Лаэ.

К этому времени 9-я дивизия находилась примерно в 2,4 км к востоку от Лаэ, в то время как 7-я дивизия находилась в 11 км от него, и «можно было сделать ставку на то, что 9-я дивизия достигнет Лаэ первой». 7-я дивизия возобновила наступление на рассвете 16 сентября. Последние десять японских солдат, столкнувшихся с 2/33-м пехотным батальоном, были убиты, а 2/25-й пехотный батальон прошел через его позиции и направился к Лаэ. Двигаясь по Маркхэм-Вэлли-роуд, они время от времени встречали больных японских солдат, которые на мгновение удерживали колонну. Бригадир Эзер подъехал на своем Jeep и стал торопить "копателей". Они не были впечатлены. Затем Эзер, вооруженный пистолетом, выступил в роли ведущего разведчика, а его войска следовали за ним колонной. Колонна вошла в Лаэ, не встретив сопротивления со стороны японцев, но самолеты 5-й воздушной армии обстреляли 2/33-й пехотный батальон и сбросили осколочные парашютные бомбы, ранив двух человек. Вскоре Уайтхед получил открытое сообщение от Вэсея, в котором говорилось: «Только бомбардировщики 5-й воздушной армии не позволяют мне войти в Лаэ». К полудню 2/31-й пехотный батальон достиг аэродрома Лаэ, где убил 15 японских солдат и взял одного в плен. Затем 25-я пехотная бригада попала под огонь 25-фунтовых орудий 9-й дивизии, в результате чего один солдат был ранен. Вэсей и Эзер использовали все доступные средства, чтобы сообщить Вуттену о ситуации. В конце концов сообщение дошло до него по каналам RAAF в 14:25, и артиллерия замолчала.

### Отступление японцев
Полковник Ватанабэ, командир 14-го полка полевой артиллерии, считал, что наличие артиллерийских частей, независимо от обстановки, было неоправданно, если они не могут произвести ни одного выстрела на поле боя. А так как боевая сила была невелика и бойцы устали, то одной пушки [которую они взяли при отступление] хватило бы. Он решил, что они также должны нести несколько снарядов, и, ободряя свои войска, отправился в Саравагед. Солдаты, у которых было недостаточно еды для себя, не должны были нести 50 килограммов обломков горных орудий. Офицеры и солдаты шли по очереди, и несколько человек несли их по крутым склонам. Естественно, солдаты и офицеры сочувствовали командиру полка и с поистине грозным духом поднимались на скалы. Однако об этом узнал командир дивизии. Он был глубоко взволнован их чувством ответственности, но не мог не заметить их страданий, и в конце концов издал приказ по дивизии, чтобы они прекратили это [нести орудие]. На горе Сарувагед командир полка и его подчиненные со слезами на глазах попрощались с этим последним орудием.
8 сентября Адати приказал Накано покинуть Саламауа и отступить к Лаэ. Накано уже эвакуировал пациентов госпиталей и артиллерию в Лаэ. 11 сентября его основные силы начали отход. К этому времени стало ясно, что Блэми намеревался отрезать и уничтожить 51-ю дивизию. После обсуждения этого вопроса с Императорской Ставкой в Токио Имамура и Адати отменили свои планы по захвату Бена-Бены и Маунт-Хаген и приказали Накано и Сёге двигаться по суше к северному побережью полуострова Хуон, в то время как 20-я дивизия двинулась из Маданга в Финшхафен, отправив один полк вниз по долине Раму на помощь 51-й дивизии. Гарнизон Саламауа собрался в Лаэ 14 сентября, и в течение следующих нескольких дней японцы эвакуировали город. Это была отступающая группа, которая позже столкнулась с 3-м батальоном 503-го парашютно-пехотного полка. Японцы поспешно изменили свой маршрут, прежде чем австралийцы смогли их перехватить.
Пересечение хребта Сарувагед оказалось изнурительным испытанием на выносливость для японских солдат. Они начали с десятидневного рациона, но он был исчерпан к тому времени, когда они достигли горы Салавакет. 51-я дивизия уже успела бросить большую часть своей тяжелой техники; у горы многие солдаты выбросили свои винтовки. «Переправа через Сарувагед, — писал генерал-лейтенант Канэ Ёсихара, — заняла гораздо больше времени, чем предполагалось, и трудности ее не подлежали обсуждению. Вблизи горных вершин стоял сильный холод, и всю холодную ночь было совершенно невозможно спать; они могли дремать только у костра. Налетели ветры, лёд растекся, и они продвигались по снегу под этим тропическим небом. Постепенно дорога, по которой они поднимались, превратилась в спускающийся склон, но наклон был таким крутым, что, если бы они не смогли удержаться на ногах, они бы на упали тысячи и тысячи футов — а сколько людей так погибло!"
В конце концов, японская армия могла гордиться тем, что провела достойную оборону перед лицом невозможной тактической ситуации. «Удача и природа, однако, благоволили доблестному защитнику, несмотря на столь же доблестные усилия нападавших».

## Последствия

### Потери
503-й парашютно-пехотный полк потерял в прыжке с парашютом троих убитыми и 33 ранеными. Еще восемь человек были убиты и 12 ранены в боях против японцев, а 26 больных были эвакуированы. 7 сентября 2/5-я полевая скорая помощь оказала помощь 55 пострадавшим от прыжков. С 5 по 19 сентября 7-я дивизия сообщила о 38 убитых и 104 раненых, а еще 138 больных были эвакуированы. К этому следует добавить 11 американцев и 59 австралийцев, убитых и 92 австралийца, раненых в авиакатастрофе на аэродроме Джексон. Таким образом, 119 военнослужащих союзников были убиты, 241 ранены или ранены, а 166 больных эвакуированы. Потери японцев оценивались в 2200 человек, но их невозможно распределить между 7-й и 9-й дивизиями.

### Развитие Надзаба
Развитие Надзаба зависело от тяжелой строительной техники, которую нужно было высадить в Лаэ и перевезти по Маркхэм-Вэлли-роуд. Работа по улучшению дороги была возложена на 842-й инженерный авиационный батальон, который прибыл в Лаэ 20 сентября, но после нескольких дней работы ему было приказано сменить 871-й воздушно-десантный авиационный батальон в Надзабе. 842-й полк достиг Надзаба 4 октября, но неожиданный ливень и интенсивное военное движение разрушили дорожное покрытие и закрыли дорогу, вынудив снабжать Надзаб  из Лаэ по воздуху. Затем 842-му полку пришлось возобновить работу на дороге, на этот раз со стороны Надзаба. Сильные дожди шли 46 из следующих 60 дней. Дорога была вновь открыта 15 декабря, что позволило 836-му, 839-му, 868-му и 1881-му инженерным авиационным батальонам и 62-му рабочему крылу RAAF перебраться в Надзаб для работ по развитию авиабазы.
Авиабаза в конечном итоге будет состоять из четырех аэродромов не зависящих от погоды. У 1-го была взлетно-посадочная полоса размером 1800 м на 30 м, покрытая стальными досками, и взлетно-посадочная полоса размером 2100 м на 30 м, покрытая битумом. У 2-го была взлетно-посадочная полоса размером 1200 м на 30 м, частично покрытая битумом. У 3-го была взлетно-посадочная полоса размером 2100 м на 30 м с битумным покрытием в центре и 300 м стальных досок на каждом конце. Аэродром 4, аэродром RAAF, названный Ньютон в честь лейтенанта Уильяма Эллиса Ньютона, имел две параллельные взлетно-посадочные полосы размером 1800 м на 30 м с битумным покрытием. Надзаб стал главной базой ВВС союзников в Новой Гвинее.

### Итог
Генерал Блейми объявил захват Лаэ и Саламауа «знаковым шагом на пути к победе». Толсон описал операцию 503-го парашютно-пехотного полка в Надзабе как «вероятно, классическую воздушно-десантную операцию Второй мировой войны из учебника». После впечатляющих, но ошибочных действий воздушно-десантных войск во время вторжения союзников на Сицилию Надзаб повлиял на представление о ценности воздушно-десантных операций.
Однако влияние было намного сильнее, чем предполагалось кем-либо на стороне союзников, и последствия вышли далеко за пределы Новой Гвинеи. Императорская ставка расценивала поражения в битве за Гуадалканал и битве при Буна-Гона только как неудачи и продолжала планировать наступления в юго-западной части Тихого океана. Теперь она пришла к выводу, что японская позиция была чрезмерно растянута. Новая оборонительная линия была проведена через Западную Новую Гвинею, Каролинские острова и Марианские острова. Позиции за этой линией удерживались как линия аванпостов. Генералу Имамуре теперь было поручено не одержать решающую победу, а только продержаться как можно дольше, чтобы задержать наступление союзников.